# 딕 콘티노

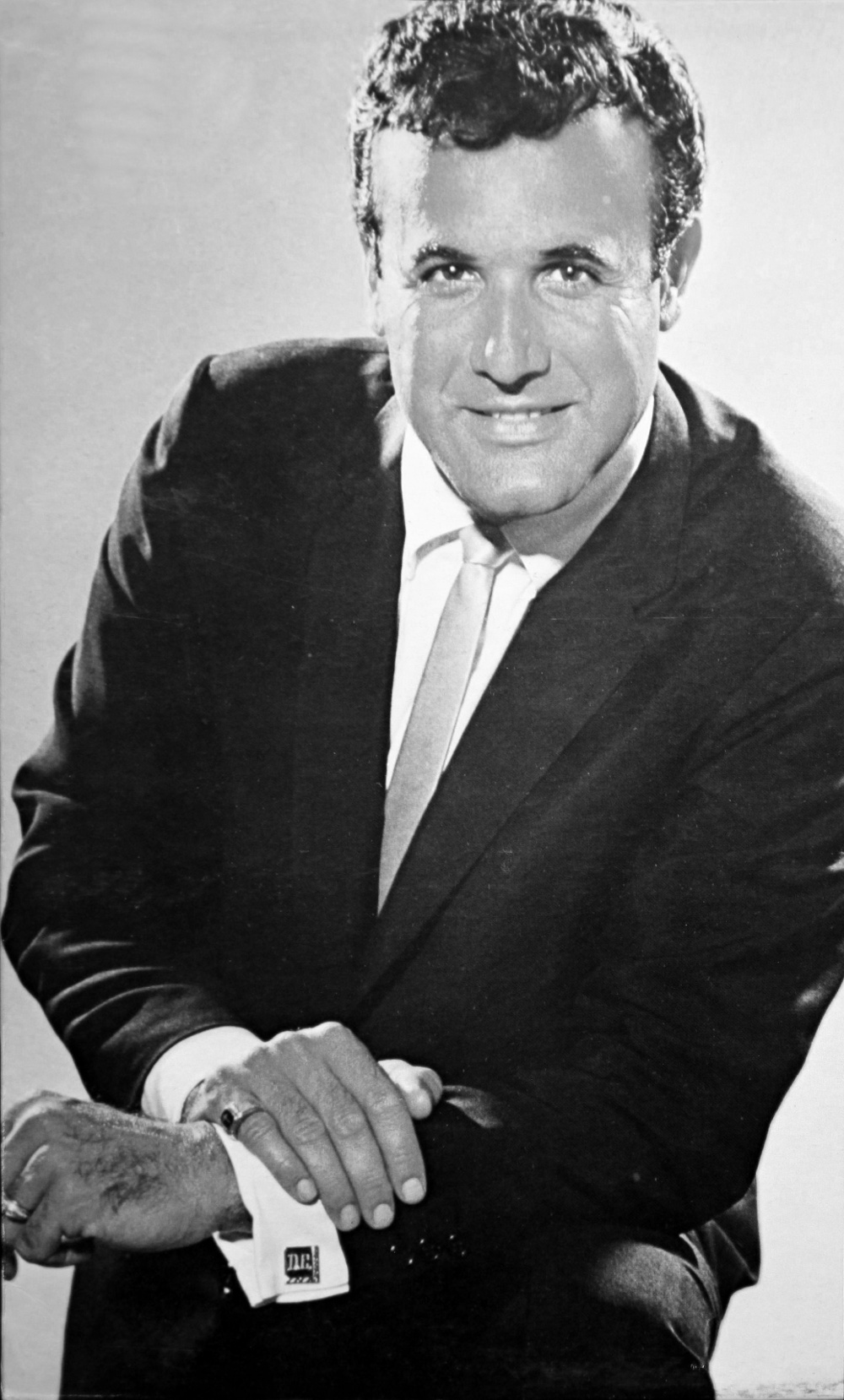
1965년

딕 콘티노(Dick Contino, 본명: Richard Joseph Contino, 1930년 1월 17일 ~ 2017년 4월 19일)는 미국의 파퓰러 아코디언 주자이다. 애칭은 '미스터 아코디언'이다.
캘리포니아주 태생으로 이탈리아계 미국인이다. 7세 때부터 아코디언을 익히기 시작하여 후에 샌프란시스코에 가서 명수(名手) 안젤로 카나츠오에게 사사하였다. 고교를 졸업하자 출생지인 로스앤젤레스에서 연주활동을 시작하였다. 핸섬한 용모로 영화에도 출연하였다.
87세의 나이로 2017년 4월 19일 프렌소에서 사망하였다.